# Schubert Gambetta
Schubert Gambetta, vollständiger Name Schúbert Gambetta Saint León, (* 14. April 1920 in Jacinto Vera, Montevideo; † 9. August 1991) war ein uruguayischer Fußballspieler.

## Spielerkarriere

### Verein
Schubert Gambetta, auch in der Schreibweise Shubert Gambetta geführt und mit dem Spitznamen „Mono Gambetta“ versehen, war ein Nachkomme von Santino Gambetta, der zu Beginn des 20. Jahrhunderts aus Ligurien nach Uruguay auswanderte. Er begann mit dem Fußballspielen beim Verein Independiente, der im montevideanischen Stadtviertel um die Avenidas Rivera und Osorio angesiedelt war. Am 30. November 1937 verpflichtete ihn zunächst der Club Atlético Peñarol. Nach einer zähen rechtlichen Auseinandersetzung wechselte er schließlich zum Konkurrenten Nacional Montevideo. Der rechte Abwehrspieler debütierte dort 1940 in der Ersten Mannschaft und spielte zunächst bis 1948 und nach einem Wechsel nach Kolumbien erneut von 1950 bis 1956 für den Klub. Während seiner Zeit bei Nacional konnte er insgesamt zehnmal (1940, 1941, 1942, 1943, 1946, 1947, 1950, 1952, 1955 und 1956) den uruguayischen Landesmeister-Titel und in den Jahren 1940 und 1946 zusätzlich den Copa Aldao gewinnen. Als weitere Karrierestationen von „Mono“ Gambetta werden die montevideanischen Klubs Sud América und Club Atlético Progreso sowie Millonarios und Cúcuta Deportivo (1949) aus Kolumbien angegeben. 1960 beendete er seine Karriere in Reihen des Zweitligaabsteigers CA Mar de Fondo, einem der kleineren Verein Montevideos.

### Nationalmannschaft
Gambetta war auch Mitglied der Nationalmannschaft seines Heimatlandes und gewann mit ihr die Weltmeisterschaft 1950 durch einen 2:1-Finalsieg gegen Brasilien. Bei der Fußball-Weltmeisterschaft 1954 stand er ebenfalls im uruguayischen Aufgebot, kam jedoch nicht zum Einsatz. Zudem wirkte er an den Südamerikameisterschaften 1941, 1942, 1945 und 1947 mit wo Uruguay 1942 das Turnier gewann. Insgesamt absolvierte er zwischen dem 9. Februar 1941 und dem 23. März 1952 36 Länderspiele, bei denen er dreimal ins gegnerische Tor traf.

### Erfolge
- Weltmeister: 1950
- Südamerikameister: 1942
- Uruguayischer Meister: 1940, 1941, 1942, 1943, 1946, 1947, 1950, 1952, 1955 und 1956

## Trainertätigkeit
Nach seiner aktiven Karriere war er jedenfalls im Mai 1958 auf Vereinsebene Trainer bei Sud América. Am 9. Januar 1958 war er beim 3:0-Sieg gegen Argentiniens Auswahl im Rahmen des Círculo de Periodistas erstmals als Trainer für die uruguayische Nationalmannschaft verantwortlich.